# بوچ واکر
بوچ واکر (انگلیسی: Butch Walker؛ زادهٔ ۱۴ نوامبر ۱۹۶۹) یک موسیقی‌دان اهل ایالات متحده آمریکا است. 